# دروزا (زاکسن-آنهالت)
دروزا (به آلمانی: Drosa) یک منطقهٔ مسکونی در آلمان است که در اوشترنینبورگر لاند واقع شده‌است. دروزا ۶۱۵ نفر جمعیت دارد.